# Cyperus afroalpinus
Cyperus afroalpinus är en halvgräsart som beskrevs av Kaare Arnstein Lye. Cyperus afroalpinus ingår i släktet papyrusar, och familjen halvgräs. IUCN kategoriserar arten globalt som nära hotad. Inga underarter finns listade i Catalogue of Life.